# Peterskirche (Blansingen)

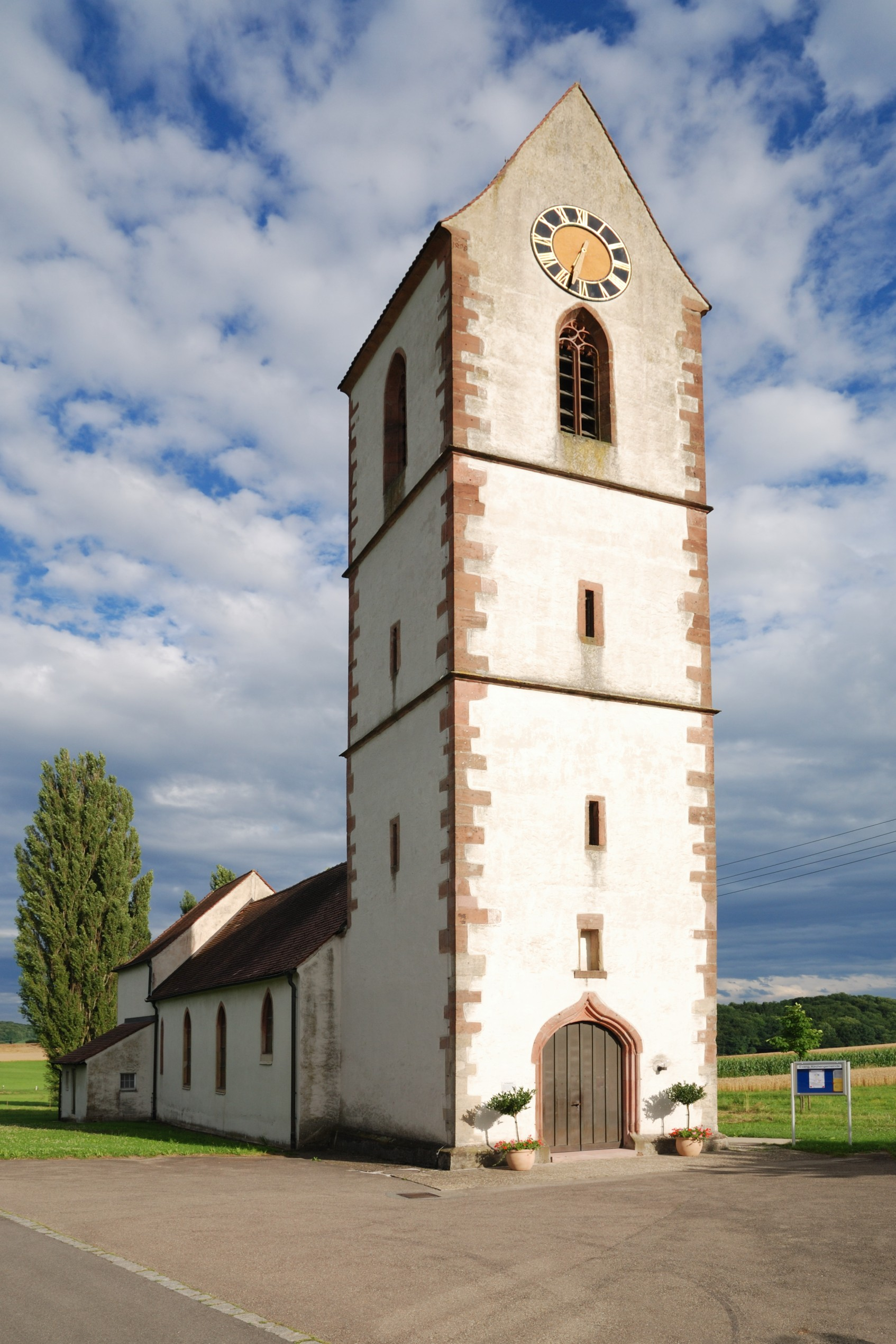
Westseite der Peterskirche mit Turm

Die evangelische Peterskirche in Blansingen, einem Ortsteil der Gemeinde Efringen-Kirchen, wurde urkundlich erstmals im Jahr 1173 erwähnt. Der jetzige spätgotische Sakralbau wurde 1457 errichtet und enthält einen bemerkenswerten Bilderzyklus aus dem 15. Jahrhundert. Die gut erhaltenen Wandbilder, in Seccotechnik ausgeführt, zählen zu den bedeutendsten Zeugnissen mittelalterlicher Kunst am Oberrhein.
Ungewöhnlich ist die Lage der Kirche; sie befindet sich entgegen der Tradition etwa fünfhundert Meter außerhalb des Dorfkerns. Eine Erklärung ist dafür nicht bekannt. Die dem Heiligen Petrus geweihte Kirche dient seit 1556 der evangelischen Kirchengemeinde Blansingen/Welmlingen/Kleinkems, heute im Kirchenbezirk Markgräflerland der Evangelischen Landeskirche in Baden als Gotteshaus.

## Geschichte
Grabbeigaben und das Petrus-Patrozinium lassen vermuten, dass dort bereits im frühen 7. Jahrhundert in der Zeit der Merowinger eine Kirche mit Friedhof existierte. Eine Notiz aus dem Jahr 1094 berichtet, dass das Kloster Sankt Georgen im Schwarzwald (Fundatio Monasterii Sancti Georgii) durch Herzog Berthold in den Besitz der Meierhöfe Blansingens und Kleinkems gelangte. 1173 wurde die Kirche in Blansingen zum ersten Mal urkundlich erwähnt. Vermutlich im 10. Jahrhundert erhielt sie die an den Mauern ablesbaren Erweiterungen. Im Liber Marcarum in Diocesi Constanciensi ist verzeichnet, dass Blansingen 1275 zum Dekanat Wiesental gehörte. 1350 wurde die Pfarrkirche Blansingen in das Kloster St. Blasien inkorporiert; auch die Meierhöfe wurden im selben Jahr erwähnt. In diese Zeit fallen höchstwahrscheinlich der Bau des spätgotischen Chors und die Einsetzung der Lanzettfenster (lange, schmale Fenster mit steilen Spitzbögen) im Kirchenschiff. Zwischen 1360 und 1370 erwähnt der Liber Marcarum Blansingen „cum filia Welingen“ als zugehörig zum „Archidiaconatus Bisgoviae“ und „Decanatus Warembach“ (Warmbach). Die beiden Gemeinden Blansingen und Welmlingen sind bis heute als Kirchengemeinden miteinander verbunden. Die Kapelle St. Nicolai in Blansingen wurde 1432 erstmals erwähnt. Das Kloster St. Georgen trat 1464 seine Höfe in Kleinkems und Blansingen an den Markgrafen Rudolf von Hachberg ab. Die Wappen der Hachberger sind sowohl am alten Portal als auch im Chor der Kirche zu sehen.
Um 1440 wurde zum ersten Mal in einem Kupferstich des sogenannten Meisters der Spielkarten das Antlitz Vera Ikon (deutsch: wahres Bild) gewählt. Diese Darstellung weist überraschende Übereinstimmungen mit den Fresken der Epistelseite auf der Südwand der Peterskirche auf. Besonders das Blansinger Haupt gleicht dem Stich trotz der szenischen Schrägwendung sehr stark. Dieser Umstand lässt den Schluss zu, dass die Blansiger Freskenzyklen etwa von 1440 an entstanden sein müssen. Die Fertigstellung der Kirche in ihrer jetzigen Form wird auf das Jahr 1457 datiert.

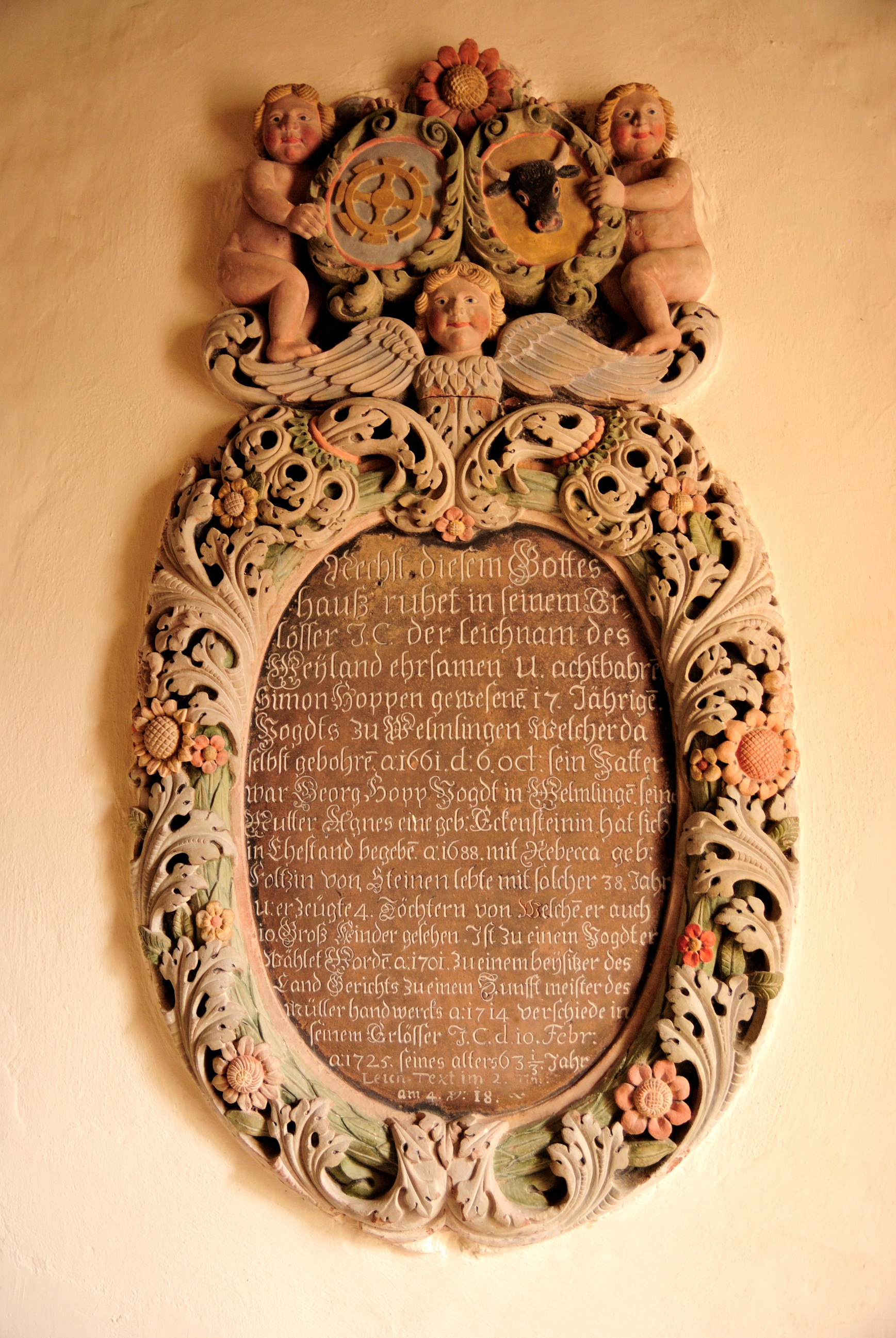
Grabplatte im Turmeingang

Es ist überliefert, dass 1768 und 1788 die Blansinger Kirchengemeinde untertänige Bitten an das fürstliche Stift St. Blasien richtete, um den Neubau des Langhauses zu erwirken. Sie argumentierte, es „lasse sich wohl kein zum öffentlichen Gottesdienst gewidmetes Haus in höchst derselben Landen finden“, das „einer von Grund aus zu bewerkstelligenden Erneuerung dringender bedürfe“. Schon der erste Blick, den man in diese Kirche werfe, sei „traurig und widerstrebend“, da man „nichts als Dunkelheit auf allen Seiten“ sähe. Offenbar waren diese Bitten vergebens, denn weder damals noch später wurde ein Neubau bewilligt. Allerdings ließ man zur Aufhellung des Innenraums große Spitzbogenfenster in die Langhausmauern brechen. Die Bildwände wurden dabei übertüncht und teilweise zerstört.
Die Fresken wurden 1924 bei Instandsetzungsarbeiten wiederentdeckt. Vor allem der Kunsthistoriker und Konservator der kirchlichen Kunstdenkmäler Joseph Sauer sowie der Lörracher Denkmalpfleger Julius Wilhelm setzten sich für den Erhalt der Bilderreihe ein. Die Kirchengemeinde war den notwendigen Arbeiten allerdings finanziell nicht gewachsen, so dass erst ab 1953 mit dem Freilegen der Fresken begonnen werden konnte. Die Arbeiten wurden von den beiden Restauratoren Walter Ueberwasser und Jürgen Brodwolf (* 1932) ausgeführt und mit staatlichen und kirchlichen Mitteln finanziert; sie dauerten bis 1955. Die im 19. Jahrhundert abgebrochene Sakristei wurde 1956 an gleicher Stelle wieder aufgebaut. In diesem Jahr fanden auch umfangreiche Restaurierungsarbeiten statt. Beispielsweise wurden der Altar und die Kirchenbänke instand gesetzt. In den Jahren 1984 und 1990 entdeckten Mitarbeiter des Landesdenkmalamts Überreste eines kleinen römischen Steinbaus, wahrscheinlich einer Villa rustica.

## Beschreibung
Die Blansinger Peterskirche liegt auf rund 335 Meter ü. N.N. östlich des eigentlichen Dorfkerns von Blansingen an der Kreisstraße 6320, die zur B 3 ins Engebachtal führt. Neben der Kirche steht der alte Zehnthof. Der Haupteingang des Sakralbaus befindet sich, wie am Freiburger Münster auch, am Kirchturm an der Westfront. Die Mauern des 22 Meter hohen Turmes, die mit den Jahren 1497 und 1498 datiert sind, überschneiden dabei einen älteren Torbogen mit seinem Wappenschmuck. Die Kirche ist traditionell orientiert; der gotisch überhöhte Chor weist ziemlich genau nach Osten. In Längsrichtung misst die Kirche vom Eingang bis zum Chor rund 34 Meter. In der Breite misst der Chor rund 11 Meter an seiner breitesten Stelle und hat im Grundriss die Form eines halben Achtecks. An der südlichen Kirchenaußenwand hängen Epitaphe, Grabplatten und eine Gedenktafel an die Veteranen des Deutschen Krieges von 1866 und des Deutsch-Französischen Krieges von 1870/71. Weitere Epitaphe und Grabplatten befinden sich im Turmeingang, im Chor und vor der Kanzel.

### Ausstattung
Die Blansinger Peterskirche ist einfach und zurückhaltend eingerichtet. Sie wird dem Typus der Saalkirchen zugeordnet und verfügt über keine Kanzel. Die Kirchenbänke stammen ursprünglich von den Freiherren von Rotberg aus Rheinweiler. Die Familie besaß bis 1955 eine eigene Empore (auch Barone-Bühneli genannt). Diese wurde im Zuge der Renovierung der Kirche abgebrochen. Die Holzbänke erstrecken sich bis an die Nord- bzw. Südwände und lassen in der Mitte einen schmalen Gang zum Chor frei.
Der Altar steht, durch einen Triumphbogen abgetrennt, im Chorraum. Er wurde von einem Schopfheimer Steinmetz gestiftet und besteht aus rotem Sandstein. Das Altarkreuz aus der Kupfer-Zink-Legierung Tombak ist mit zwölf vom Isteiner Klotz stammenden Jaspissteinen geschmückt. Das Kreuz wurde von dem Metallbildner und Silberschmied Hayno Focken und der Waldkircher Edelsteinschleiferei Wintermantel geschaffen.

### Orgel
Die Orgel aus dem Jahr 1990 stammt von der der Firma Freiburger Orgelbau und befindet sich, wenn man von Langhaus nach Osten blickt, rechts des Triumphbogens vor dem Chorraum. Die elf Register befinden sich auf einem Manual mit Subbass 16′ im Pedal. Durch die Bass- und Diskantzüge ergeben sich erweiterte Registriermöglichkeiten. Das Instrument ist in einem selbsttragenden Gehäuse aus Massivholz untergebracht. Die Schleierbretter bestehen aus Lindenholz. Das Werk ersetzte eine Steinmeyer-Orgel aus dem Jahr 1956. Neben der Orgel steht ein Taufstein aus Granit.
| I Manual C–g3 |        |
| Bourdon       | 8′     |
| Salicional    | 8′     |
| Prinzipal     | 4′     |
| Gedecktflöte  | 4′     |
| Quinte        | 2 ⁄3′  |
| Doublette     | 2′     |
| Sifflet       | 1′     |
| Terz          | 1 3⁄5′ |
| Mixtur III    | 2′     |
| Dulcian       | 8′     |
| Tremulant     |        |

| Pedal C–f1 |     |
| Subbass    | 16′ |

### Glocken
Das Geläut der Blansinger Peterskirche besteht aus drei Glocken, die auf die Töne gis – h – cis (Te-Deum-Motiv) gestimmt sind.
- Die historische erste Glocke wurde 1686 von Hans Heinrich Weitenauer aus Basel gegossen.
- Die zweite, die Gedächtnisglocke, zeigt das Blansinger Wappen und wurde von der politischen Gemeinde Blansingen zum Gedenken an die Toten beider Weltkriege gestiftet.
- Die dritte Glocke ist eine Taufglocke, welche Taube, Kreuz und zwei Fische als Taufsymbole hat. Sie wurde wie die Gedächtnisglocke 1959 in der Glockengießerei Bachert, Karlsruhe, gegossen.

Eine alte Evangelisten-Glocke aus dem Jahr 1739 wurde wegen eines Sprungs an das Hamburger Glockenlager zurückgegeben und wieder eingeschmolzen. Sie trug den Vers:
| Durch Feir bin ich geflossen Hans Heinrich Weitenauer sel. Wittwe hat mich gegossen ich leb zwar nicht, doch ruff ich laut zweien Gemeinden welche Jesu Braut, das sie zur Kirch gehen. ach das ihr auff mein Glockenschlag allzeit meist an des Herren tag andächtig hier möcht stehen. |

## Bilderzyklen
Die Bilderzyklen an den vier Wänden der Blansinger Kirche beziehen sich auf die vier Weltrichtungen und deren christliche Bedeutung. Die Bezeichnung der Wände richtet sich nach diesen Himmelsrichtungen, die sich nur grob an den tatsächlichen orientieren. Ihre genaue Aufteilung ist dem Grundriss zu entnehmen.
|  | 1 = Triumphbogen 2 = Altar 3 = Orgel 4 = Taufstein 5 = Kanzel 6 = Gestühl |

Die in der zweiten Hälfte des 15. Jahrhunderts entstandenen Wandbilder sind in der sogenannten Seccotechnik entstanden, bei der das Bild auf den trockenen Putz aufgebracht wird. Über die Meister der Bilderfresken ist nichts bekannt. Aufgrund der unterscheidbaren Stile geht man aber davon aus, dass es mindestens zwei verschiedene waren.

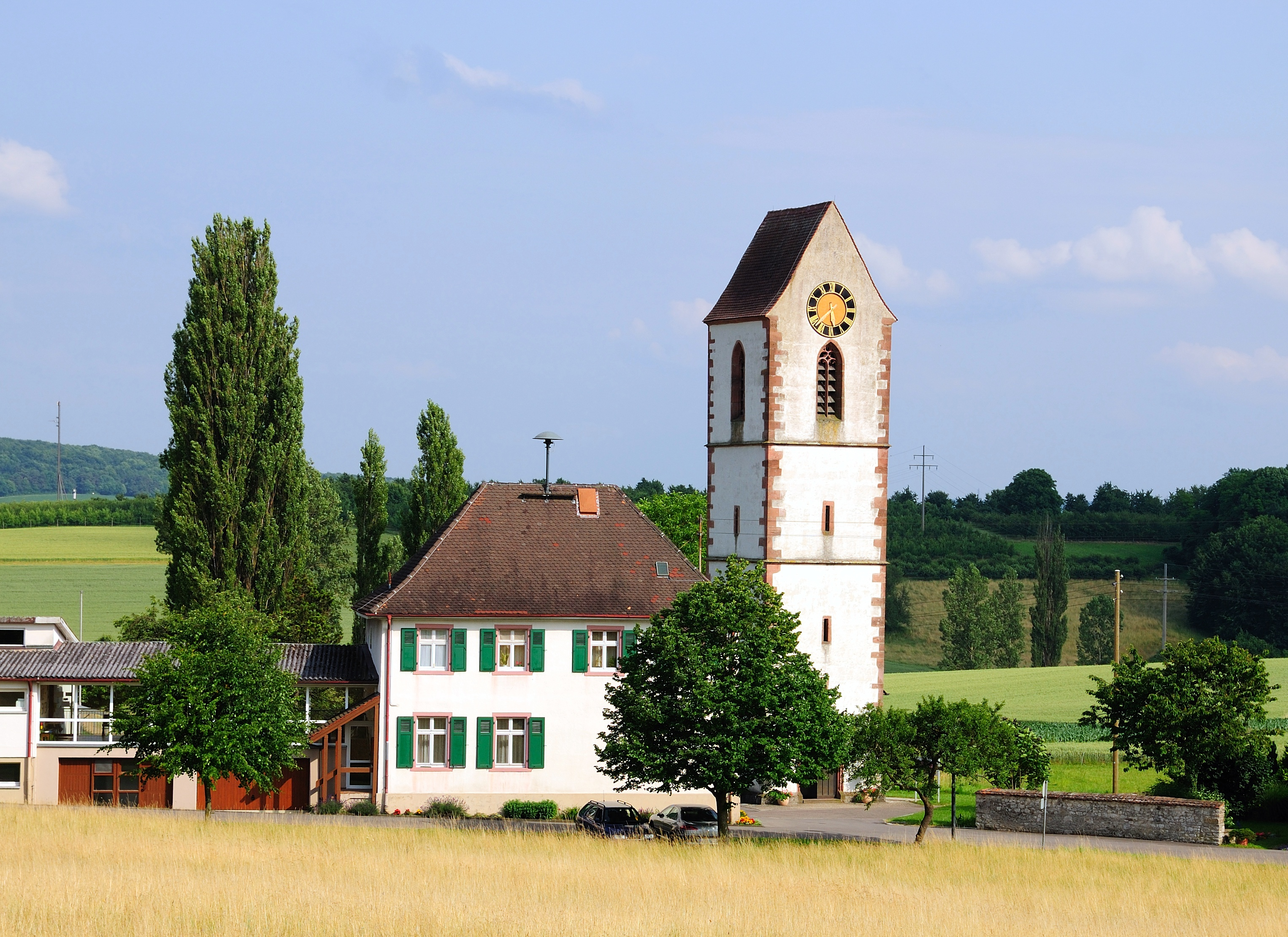
Ansicht der Peterskirche von Nordwesten

Der Kirchturm steht im Westen und hatte nach früherer Auffassung mit seinem Geläut bei Sonnenuntergang aufsteigende Geister der Finsternis zu vertreiben. Daher wurde die an den Turm sich anschließende Westwand als geeigneter Platz für die Darstellungen des Jüngsten Gerichts und des Michaels Kampfes mit dem Drachen angesehen.
Die Nordwand (auch Evangelienseite) ist erzählerisch und zeichnerisch stärker betont. Die ereignisreichen Bilder sind vielfach vorgezeichnet worden, bevor sie teilweise schwarz nachgezogen oder korrigiert wurden. Die Farben wurden gewissermaßen zur Ausmalung gebraucht. Der Evangelienmeister könnte Kupferstecher gewesen sein.
Die Südwand (auch Epistelseite) dagegen wurde von Koloristen geschaffen. Der Meister der Südwand könnte Glasmaler gewesen sein. Namentlich ist keiner der Meister bekannt; vermutlich standen zur Ausschmückung der Blansinger Kirche keine bedeutenden Maler zur Verfügung. In der Ostseite befinden sich in den Triumphbogen eingearbeitet die Klugen Jungfrauen. Im Chor selbst sind die Wandbilder nicht mehr erhalten.
Die Gliederung der Bilderzyklen offenbart ein durchdachtes theologisches Konzept mit symbolischem Inhalt. Der Triumphbogen mit Petrus und Moses fungiert als Verbindung zwischen dem Alten und dem Neuen Bund. Der Chorbogen zum Chor und Altarraum symbolisiert das Gleichnis von der Pforte des himmlischen Jerusalems. Solche Jungfrauen-Zyklen stehen typischerweise an Kircheneingängen, wie zum Beispiel die Galluspforte am Basler Münster oder die Jungfrauenportale am Straßburger und am Freiburger Münster. In Blansingen ist der Triumphbogen als innerer Durchgang versetzt.

### Nordwand
Die Bezeichnung der Nordwand als Evangelienseite gründet auf den Brauch, das Evangelium an der linken Altarseite zu verlesen. So sollte der Gläubige auf der Nachtseite der Kirche die Passion des Herrn durch Nacht- und Todesdunkel erfahren. Die Bilder der Nordwand führen zweireihig vom Einzug in Jerusalem links oben bis zur Auferstehung und zum noli me tangere rechts unten. Die Durchbrüche für die Fenster aus dem Jahr 1800 haben zum Teil größere Lücken verursacht. Zwei Balken der inzwischen nicht mehr vorhandenen Empore haben ebenfalls Löcher in die damals übertünchten Bilder hinterlassen. Die Restauratoren retteten den Gesamteindruck des Wandbildes dadurch, dass sie die grellen Lücken durch vorsichtige und konturlose Ergänzungen schlossen. Die Unterschiede im Farbton lassen das Fehlende erahnen.
Im Einzelnen werden in der oberen Bildreihe an der Nordwand folgende Szenen dargestellt:
Christi Einzug in Jerusalem. Vier Leute mit gelben Judenhüten drängen aus dem Stadttor (links) heraus. Der vorderste von ihnen breitet seinen Mantel vor dem König aus, der auf einem Eselsfohlen reitet. Von der Gegenseite eilen drei Jünger hinter einem Hügel hervor, um in Richtung Jerusalem zu wandern. Vor allem die Bildmitte dieser Szene war infolge der Wettereinflüsse stark beschädigt. Durch Untersuchungen der Farbpartikel im Mörtelgrund ließen sich die Umrisse rekonstruieren.
Das Abendmahl. Christus sitzt mit seinen Jüngern hinter einem gedeckten Tisch. Die Szene ist durch eines der Fenster unvollständig. Da Christus in der Mitte sitzt, kann die fehlende Hälfte in symmetrischer Entsprechung ergänzt werden. Der fehlende Judas hatte wohl einen gesonderten Platz an der Tafel. Die Heiligenscheine sind gelb-metallisch dargestellt. Zwischen zwei feierlich geneigten Jüngern schaut ein dritter hindurch.
Die Fußwaschung. Christus beugt sich nach vorne und wäscht seinen Jüngern die Füße. Die Bewegung der Bilder dieser Predigt folgen einer in mehreren Jahrhunderten entwickelten Gebärdensprache. Die schwere Bank ist schon um 980 im Codex Egberti zu finden.
Gethsemane. Ähnlich wie in den Darstellungen Albrecht Dürers führt ein überdachtes Tor in den Garten Gethsemane. Eine kleine Schar mit Schwertern und Stangen Bewaffneter, zuvorderst Judas im gelben Gewand, dringen in den Garten ein. Christus ist in königlicher Purpurfarbe gekleidet; Petrus trägt ein grünes Gewand. Die wichtigsten Einsichten in diese Szene sind trotz der teilweisen Zerstörung erhalten. Judas’ rotes Gesicht ist mit einem leicht oxydierenden Farbstoff gemalt worden.

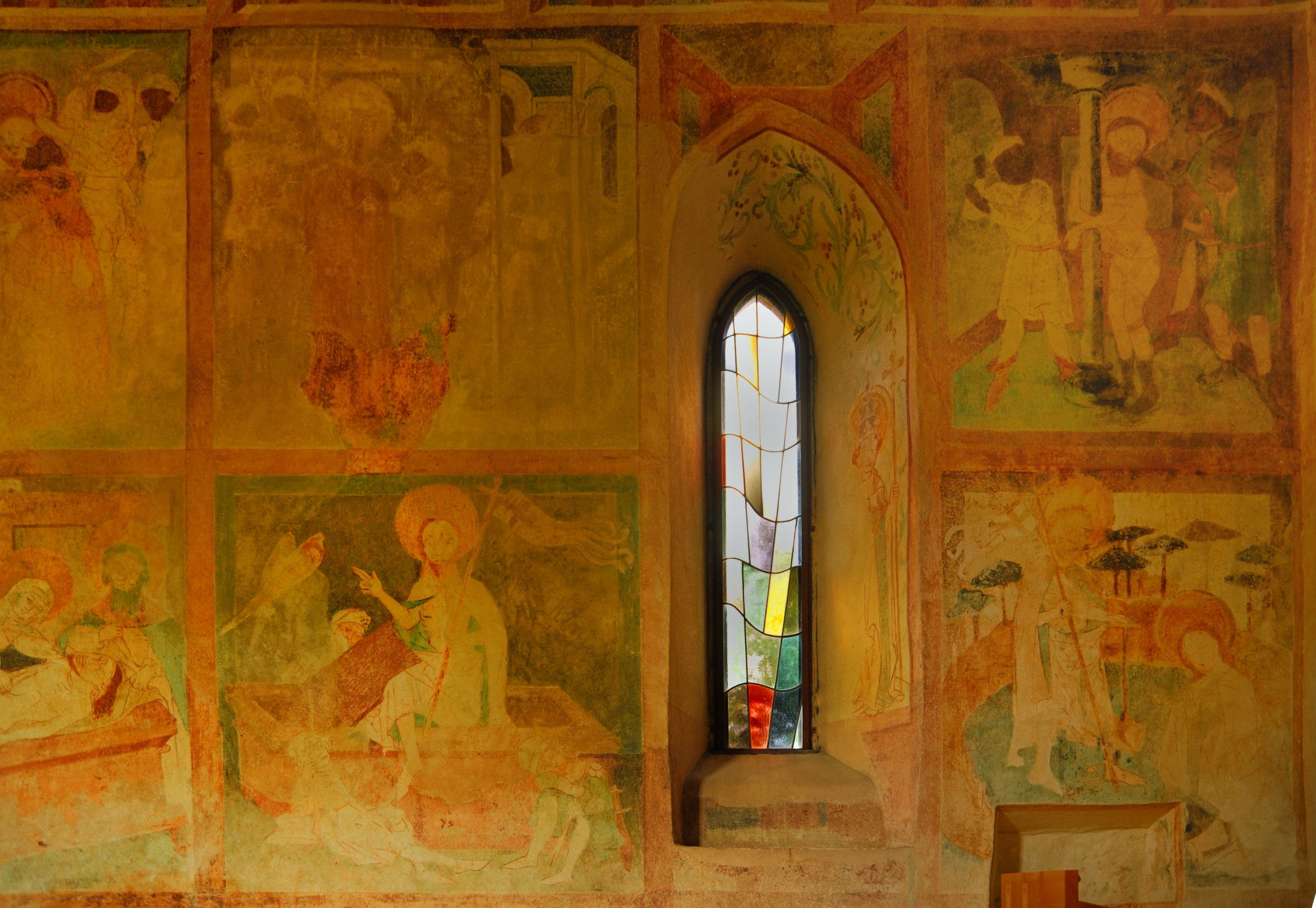
Szenen vom Bilderzyklus der Nordwand

Der Judaskuss. Die Darstellung des Verräterkusses von Judas ist im Kern des Bildes erhalten geblieben. Christus und Judas stehen in einer Zweiergruppe, ebenso wie Petrus, der sein Schwert gegen den Hohepriester zückt.
Die Darstellung von Christus vor Kaiphas ist schlecht erhalten. Ein Rundfenster der Nordempore hat die Christusdarstellung mittig durchbrochen. Von der Szene erhalten geblieben ist auf der Rechten der Baldachin als Symbol des hohepriesterlichen Palastes, vor dem der Angeklagte im deutlichen Abstand zu stehen hatte. Die Restaurierung deutet lediglich den Anschluss der Fixstellen an.
Das Bild der  Geißelung Christi stellt den Gepeinigten nackt dar. Demgegenüber sind die Peiniger mit Hut, Kleider und Stulpen dargestellt.
Die untere Bildreihe der Nordwand zeigt:
Die Dornenkrönung. Die Thronszene des verhöhnten „Königs“ ist von der Westempore an der Kopfpartie zerstört. Die Ergänzungen sind sehr zurückhaltend angedeutet.
Ecce homo. Neben dem bleich dargestellten Christus steht Pontius Pilatus in einen grünen Staatsrock gekleidet, daneben im schwarzen Mantel ein feister Pharisäer als Anwalt des schreienden Volks. Das Haupt Christi musste restauriert werden.
Die Kreuztragung. Die Darstellung ist wegen des Fensterdurchbruchs nur noch zur Hälfte vorhanden. Der leidende Christus wird mit seinem Haupt vor der Mitte des Kreuzes dargestellt. Menschen zerren an ihm; einige helfen ihm, wie Simon von Cyrene. Der Hintergrund dieser Szene wird von weißschimmernden Soldaten gebildet.

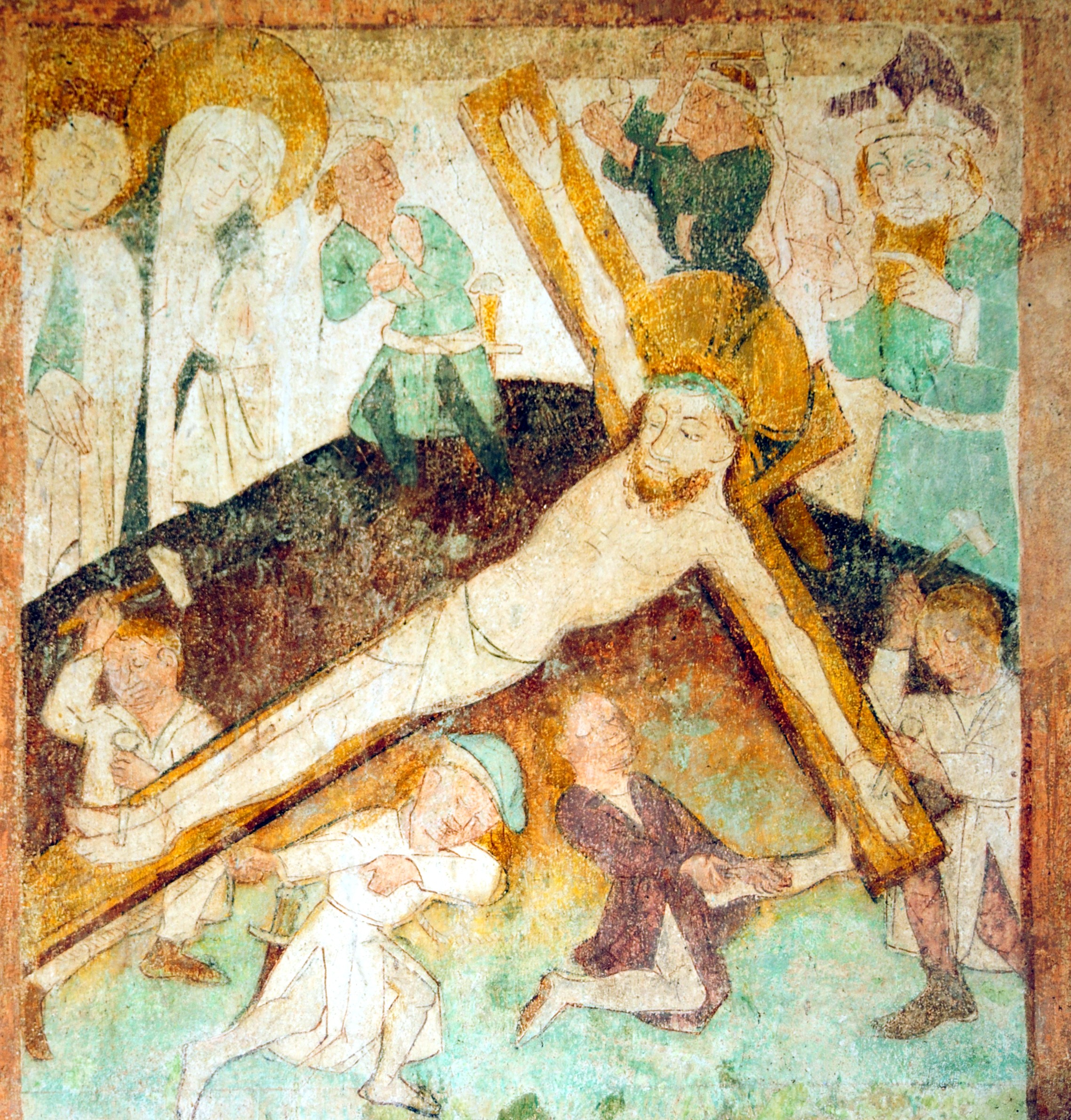
Kreuzigung Christi

Die Kreuzigung Christi ist die besterhaltene Szene des Bilderzyklus. Der Hügel Golgota ist stilisiert halbkreisförmig angedeutet. Ebenso unperspektivisch ist das riesige Kreuz im Vordergrund abgebildet. Christus wird als zarte Gestalt dargestellt, die von mehreren Personen ans Kreuz geheftet wird. Hinter der Hügelscheibe sind die Halbfiguren Johannes und Maria, rechts, und Pilatus, links, zu sehen. Diese Bildkomposition diente dem etwa zeitgleich in Straßburg entstandenen Tafelbild des sogenannten Meisters der Karlsruher Passion als Vorbild. In dieser Darstellung wird Christus mit noch unverletzten Füßen auf das Holz gestreckt. Vier Nägel werden dabei eingeschlagen. Verfolgt man die Kreuzigungsdarstellungen zurück, so findet man die Komposition bei Cimabue, später kaum mehr.
Die Grablegung zeigt die leidenschaftliche Begegnung der mit Mutter mit ihrem toten Sohn. Die Darstellung erinnert an die Musterbücher mit sienesischen Nachklängen nach der Art von Pietro Lorenzettis berühmter Kreuzabnahme in der Unterkirche von Assisi.
Die Auferstehung zeigt Christus, wie er aus dem Grab steigt. Dabei trägt er Stab und Fahne in der linken Hand. Ein Wächter mit rotem Gesicht wird hinter dem Grab aufmerksam. Ein Wächter vorne weist spätgotische Feinheiten auf. Infolge der schwer beschädigten Kirchenmauer sind nur drei Wächter vorhanden; die vorderen haben keine Köpfe. Durch die Restaurierung sind die Zusammenhänge über die Bruchlinie hinaus angedeutet.
Noli me tangere. Rechts vom Fenster zeigt das letzte Fresko die Erscheinung Christi im Garten Gethsemane. Pilzartige Bäume hinter dem Zaun deuten auf die antikische Herkunft her. Christus hält in der Linken einen Gärtnerspaten, in der Rechten die Gottesfahne vor den Augen der suchenden Maria Magdalena. Von der Frau sind nur das Haupt und der untere Gewandsaum erhalten geblieben.

### Petruslegende auf der Südwand
Die Darstellungen der Südwand beginnen, zum Teil durch die Orgel verdeckt, neben der Triumphbogenwand. Auf der Epistelseite war die Darstellung durch unregelmäßige Wandstärken eingeschränkt. Drei Bilderfenster sind infolge der jahrhundertelangen Feuchtigkeit der Südseite vollständig zerstört. Die Bilder beginnen am Triumphbogen mit einer Dreiergruppe mit Petrus und enden in Richtung Westen mit der Christophorusdarstellung, welche die gesamte Wandhöhe in Anspruch nimmt.
Das erste Wandbild ist fast vollständig hinter der Orgel verborgen. Es wird von vielen als die Auferweckung der kunstfertigen Tabea durch Petrus gedeutet. Dann ließe sich die Gebirgslandschaft als das byzantinische Gebirge deuten, das Petrus von Lydda zu durchwandern hatte. Ein weiteres Bruchstück wird als Die vier Heiligen mit den Stäben gedeutet.
Die Frauenpredigt des Apostels. Nach der Legenda aurea soll Petrus zunächst ungestört in Rom gewirkt haben, ehe er wegen seiner Predigt verfolgt wurde, welche die vier Konkubinen des Präfekten Agrippa bekehrten. Das Bild ist bemerkenswert farbenfroh dargestellt. Der greise Heilige steht in seinem grünen Gewand hinter dem gelben Gitterwerk seiner Kanzel. Die weißen Kopftücher der Frauen kontrastieren mit dem schwarzen Hintergrund und dem großen gelben Heiligenschein. Ähnlichkeiten weist die Darstellung zu Lukas Mosers Tiefenbronner Altar aus dem Jahr 1431 auf. Die gelbe, kreuzförmige Kanzel kommt ebenfalls in einer Basler Handschrift vor.

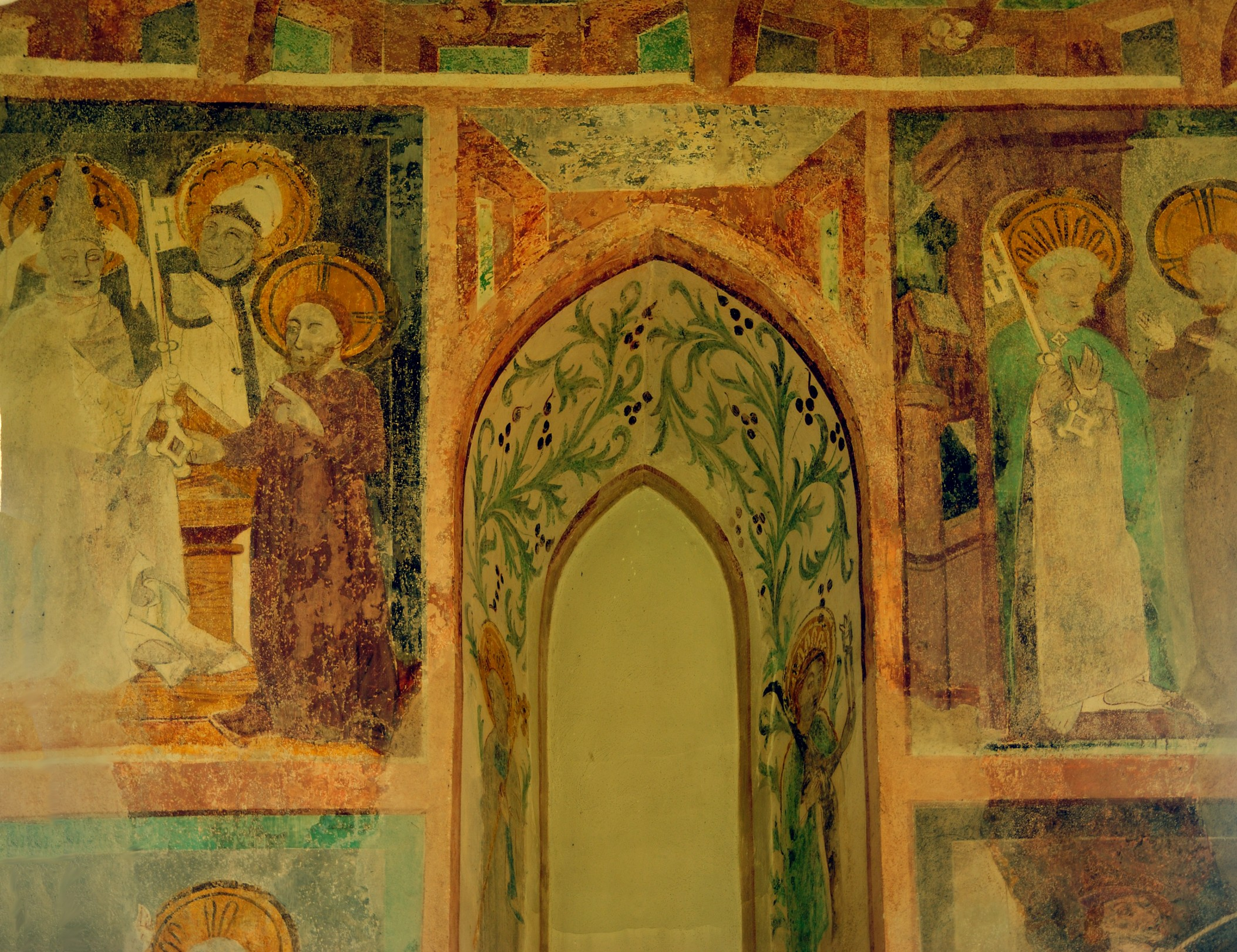
Bilder der Petruslegende

Die Inthronisation Petri. Für vierzig Jahre besteigt Petrus den römischen Bischofsstuhl. Seine späteren Nachfolger Linus und Cletus stehen ihm zur Seite und halten die Tiara über sein Haupt. Die einem Zuckerhut ähnelnde Form der Tiara, die bereits Herrad von Landsberg im Hortus Deliciarum verwendete, spricht für das hohe Alter der Vorlage. Als weitere Gestalt ist Christus dargestellt, der als Stifter des Schlüsselamtes den großen Schlüssel feierlich mitergreift. Im Gegensatz zu den Antlitzen der restlichen Bilder sind diese leicht oval, mit ruhiger Stirn, stillem Mund und weltenfernem Blick gezeichnet. Der Epistelmeister lehnte sich an die Darstellung der sogenannten Vera Ikon an. Der Kupferstecher und Zeichner Meister E. S. fertigte 1467 ebenfalls Darstellungen des Typus Vera Ikon an, die als Fortbildung der Blansinger Darstellung gelten.
In dem Bild Quo vadis, Domine? ist ein römisches Stadttor dargestellt, durch das Petrus aus Hoffnungslosigkeit die Stadt verlassen will. Christus tritt ihm entgegen und fragt ihn „Wohin gehst du, Herr?“ worauf Petrus ihm entgegnet „Mich wiederum kreuzigen lassen“.
Als Fragment ist das Bild Sieben Köpfe einer aufmerksamen Gemeinde erhalten. In der Mitte ist ein Podium, das wohl den Apostel und den Magier Simon darstellt. Die Situation lässt vermuten, dass man einem Wunder beiwohnt. Genaueres ist im Bruchstück nicht zu erkennen. Das 7., 8. und 9. Bildfeld der unteren Reihe befinden sich hinter der Orgel. Die ersten beiden Bilder sind restlos zerstört. Das 9. zeigt ein Schirmdach mit schwarz-weißen Deckenrauten.
Die Gefangennahme Petri. Der Legende nach trug Petrus nur zwei Kleidungsstücke, die im Wandbild weiß und grün dargestellt werden. Der dunkelhäutige Scherge leuchtet im Kontrast dazu neapelgelb.
Die Kreuzigung und Enthauptung Petri schließen die Darstellung der Petruslegende ab. Der Überlieferung nach wurde Petrus unter Nero gekreuzigt. Dargestellt wird Petrus, wie er mit dem Kopf nach unten an das Holz gefesselt wird. Der Kreuzigung wohnt eine Person bei, die mit einem ornamentierten grünen Gewand dargestellt wird. Dies deutet auf eine Amtsperson hin, möglicherweise Nero selbst. Der Scharfrichter, der die Enthauptung ausführt, ist mit kurzem, weiß und gelb geschlitztem Rock und weißgrüner Mütze dargestellt. Von Paulus sind nur die Falten eines weißen, inwendig grünen Mantelzipfels zu sehen.

### Dreifaches Pforten-Gleichnis am Triumphbogen

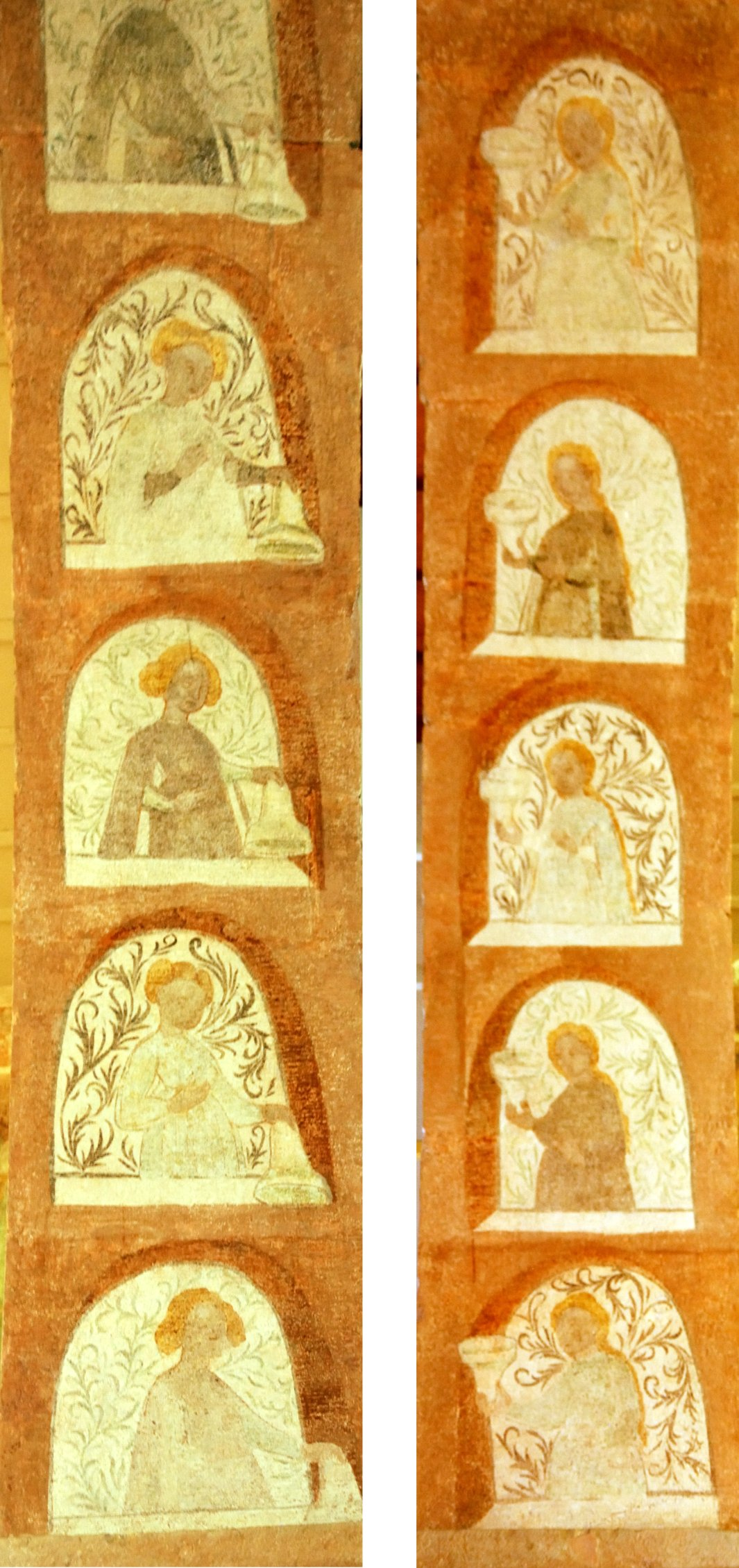
Wandbild am Chorbogen: Törichte und Kluge Jungfrauen

Die Blansinger Kirche enthält mit den Darstellungen der Klugen und Törichten Jungfrauen, den Diamanten-Quadern und den Moses-Petrus-Bildern an der Ostseite gleich drei Pforten-Gleichnisse.
Vom Langhaus gelangt man durch einen rundbogigen Zugang in den Chor der Kirche. Dieser Bogen wird im Kirchenbau als Triumphbogen bezeichnet. Seine Bogenleibung ist zur Rechten mit den Klugen, zur Linken mit den Törichten Jungfrauen bemalt. Die Jungfrauen blicken aus kleinen Arkaden wie aus Fensternischen in Richtung des Chors, weil von dort der Bräutigam erwartet wird. In ihren Händen halten sie Öllampen und lassen ihre Ärmel lang herunterhängen. Die Bildnisse ähneln dem des sogenannten Stuttgarter Kartenspiels (um 1430) und sind demselben Zeitraum zugehörig.
Die Pforte erhält durch große Sandsteinquader, die mittels geschickter malerischer Schattierung wie Diamanten wirken, einen apokalyptischen Charakter. Die zwölf Edelsteine auf den „Gründen der Mauer“ schildern die Offenbarung des Johannes (21,17 ff.). Diamanten findet man in mittelalterlichen Darstellungen häufig im Zusammenhang mit Mauern und Toren. Beispielsweise stellt das Pariser Godescalc-Evangelistar Karls des Großen hinter dem thronenden Christus aus Diamanten bestehende Mauern dar. Im 12. Jahrhundert ist einer der Eingänge der Kirche Saint-Andoche im burgundischen Saulieu als diamantene Pforte gemeißelt worden.
Mit den Darstellungen von Moses und Petrus rechts und links des Pfortenbogens wird schließlich zum dritten Mal ein Gleichnis aufgegriffen. Moses ist zum Gipfel der Erde aufgestiegen und betet Jahwe liegend und mit ausgezogenen Schuhen an. Von oben empfängt er die Gesetzestafeln. Der Mörtelgrund des Bildes ist zwar angegriffen, die Umrisse sind jedoch gesichert. Petrus, mit großem Schlüssel dargestellt, steht Moses gegenüber und wird von zwei Heiligen begleitet. Mit der Schlüsselgewalt erhält Petrus die Macht, auf Erden und im Himmel alle Sünden zu binden und zu lösen. Gesetzestafeln und Schlüssel stehen im darstellerischen Kontrast zueinander.

### Westwand: Jüngstes Gericht

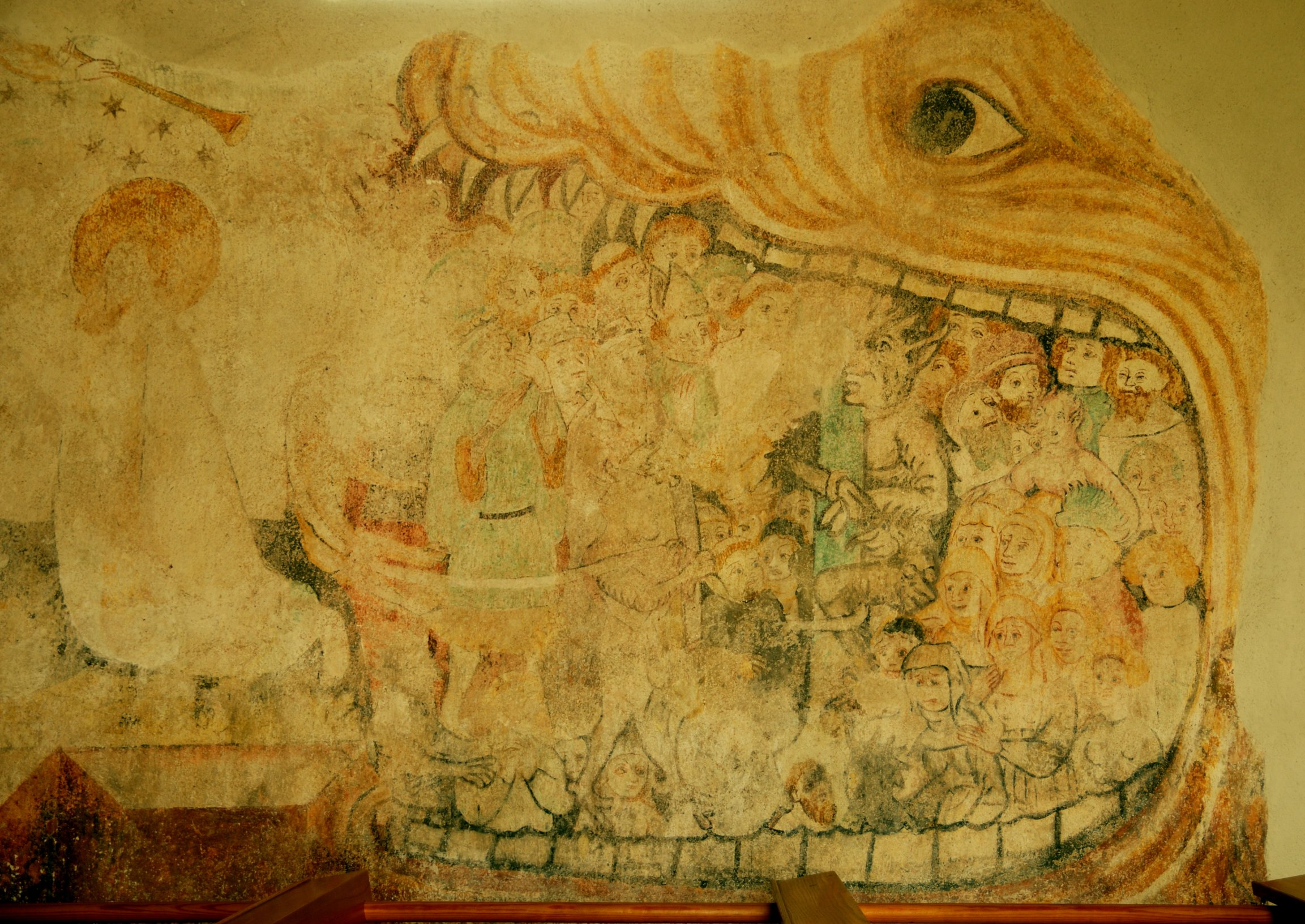
Höllendrache

Die Darstellung des Jüngsten Gerichts befindet sich nach dem Eingang auf der linken Seite (Westseite) der Peterskirche. Dabei sitzt der Weltenrichter mit dem apokalyptischen Schwert auf einem Regenbogen und hat eine Lilie im Mund. Er wird von blasenden Engeln im bestirnten Himmel umgeben, außerdem stehen ihm Maria und Johannes als Fürbitter zur Seite. Von der sogenannten Deësis ist die Gottesmutter nicht mehr erkennbar, da sich ihr Platz auf der zerstörten Westwand befand. Wie die „Diamantenmauer“ unter dem Wandbild zeigt, dehnt sich die Darstellung des Jüngsten Gerichts auf die Abendseite. der Kirche so weit aus, wie an der Nordwand die mauerumwehrte Himmelsdarstellung. Links der Eingangstür war vermutlich die Darstellung des Michaelskampfes. Die Farbreste erlauben jedoch nur die Sicht auf die Himmelsburg, den Zug der Seligen und einen kleinen Engel in einem Fenster. Der nach dem Wandbild errichtete Turm hat das Bild stark beschädigt.
Sehr raumfüllend ist die Darstellung der Hölle. Ein riesiger Höllendrache ragt aus einem Flammenmeer hervor. Hinter seinen Zähnen sind Männer und Frauen mit starren Gesichtsausdrücken zu sehen. Zentrale Figur in der Höllendarstellung ist der gefesselte Luzifer, der mit drei Gesichtern an Kopf, Bauch und Hinterbein dargestellt ist.

### Darstellungen in den Fensternischen und des heiligen Christophorus

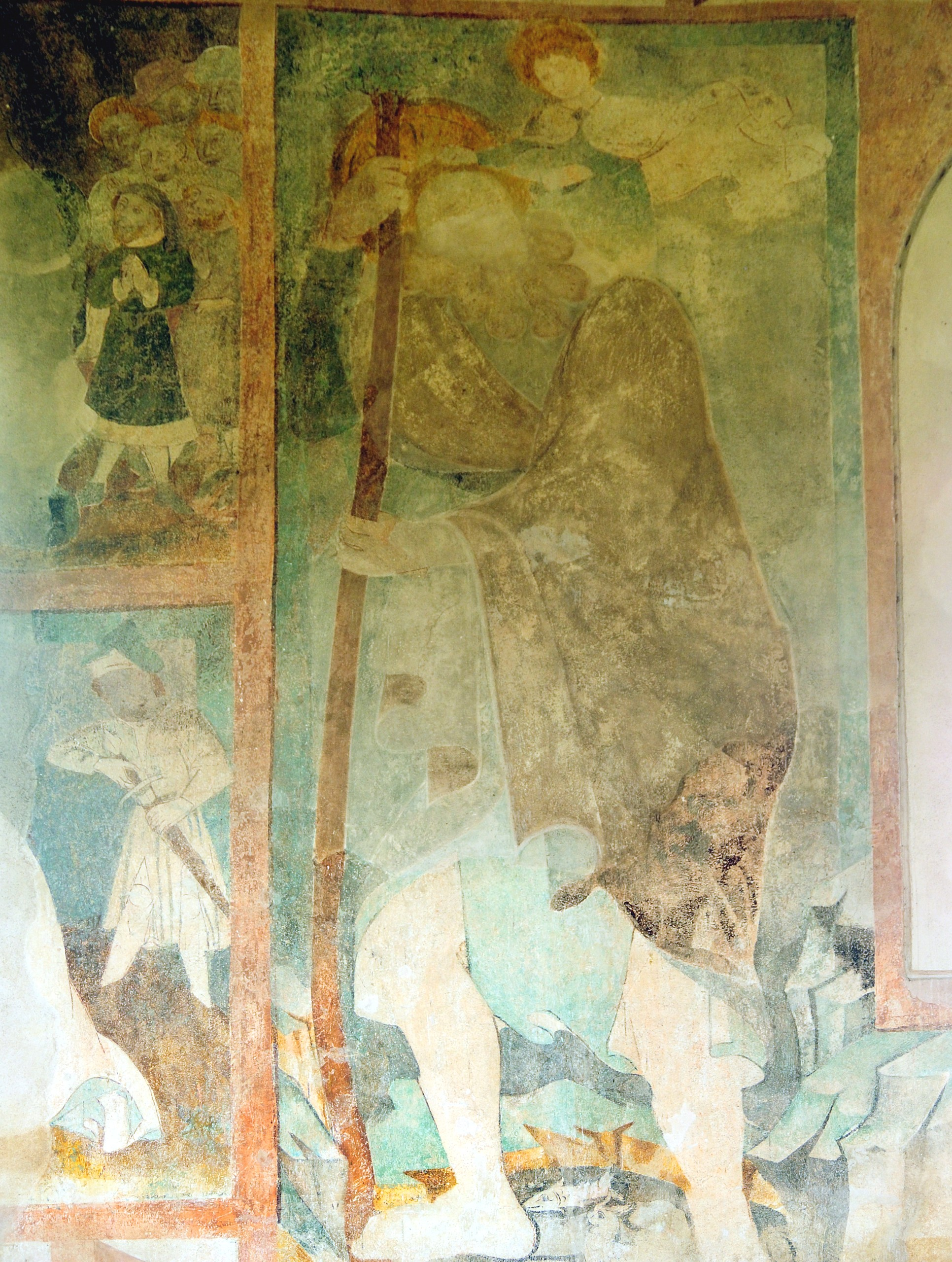
Christophorus

Zu den geistlichen Darstellungen gehören auch Heilige. Sie waren in den alten Lanzettfenstern untergebracht und erweckten dadurch in den Nischen einen plastischen Eindruck. Von den Figuren sind insgesamt vier erhalten geblieben, je zwei an der Nord- und an der Südwand.
Im ersten Fenster der Nordwand steht die heilige Barbara als gekrönte Fürstin mit Turm und Märtyrerpalme. Die Gegenfigur ist durch den Fensterdurchbruch verloren gegangen. Im zweiten Lanzettfenster der Nordwand ist der heilige Papst im Gewand dargestellt. Die Figur ist nicht eindeutig identifiziert. Eine nicht bestätigte Hypothese geht davon aus, dass der Dargestellte Papst Urban I. sei. Die heilige Apollonia ist mit zahnärztlichen Attributen dargestellt; ihr gegenüber steht ein junger Abt. Diese Figuren zählen zu den schönsten des Epistelmalers. Der weiße Mauergrund der Fensternischen ist mit rankenden Pflanzen verziert, die die himmlischen Gefilde symbolisieren.
Der hünenhaften Gestalt des heiligen Christophorus wird die Darstellung dadurch gerecht, dass sie dem Riesen die gesamte Wandfläche widmet – das Bild reicht vom Sockel bis zu den gemalten Triforien unter der Decke. In seinen Händen hält er einen Stab und trägt das Jesuskind auf seinen Schultern. Christophorus steht für den Lebensretter zwischen den Ufern von Diesseits und Jenseits. Zwischen seinen Füßen schwimmen Fische, Seepferdchen und vor allem Hechte. Diese Darstellung weist von den antiken Tierbildern bis zum Buxheimer Christophoros-Einblattdruck aus dem Jahr 1423 Verwandtes auf.